# Stepan Riabchenko
Stepan Riabchenko (Odesa, 17 de octubre de 1987) es un pintor ucraniano que trabaja en el ámbito del arte digital, la arquitectura conceptual, la escultura y las instalaciones de iluminación. Es conocido por sus obras monumentales y videoinstalaciones, en las que crea un universo digital con sus ideas, héroes y mitología, así como la visualización de imágenes inexistentes, como virus informáticos, vientos electrónicos, flores virtuales y etc.

## Biografía
Stepan Riabchenko fue nacido el 17 de octubre de 1987 en Odesa en una familia de pintores. Su padre, Vasyl Riabchenko, es una de las figuras claves en el arte ucraniano moderno y “La ola ucraniana nueva”; el abuelo, Serhii Riabchenko, fue un pintor gráfico soviético y ucraniano.
En 2011 acabó sus estudios en la Academia Estatal de Construcción y Arquitectura en Odesa con un grado de maestría en arquitectura.
A finales de 2015 la revista Forbes lo incluyó en la lista de treinta jóvenes ucranianos más exitosos.
Desde 2020 Stepan Riabchenko es el curador principal de la asociación creativa “Art Laboratoria”. También es el autor de la idea y curador de la exposición internacional de gran envergadura en el espacio virtual “Strange Time”, que fue iniciada el 7 de mayo de 2020 durante el período de cuarentena por Covid-19 y se desarrolla de acuerdo al principio de un organismo vivo, se completa con obras de pintores de todo el mundo y amplia sus límites.
En 2021 el pintor fue incluido en la lista internacional de los mejores pintores innovadores digitales según la plataforma británica en línea Electric Artefacts.
Vive y trabaja en Odesa.

## Creación

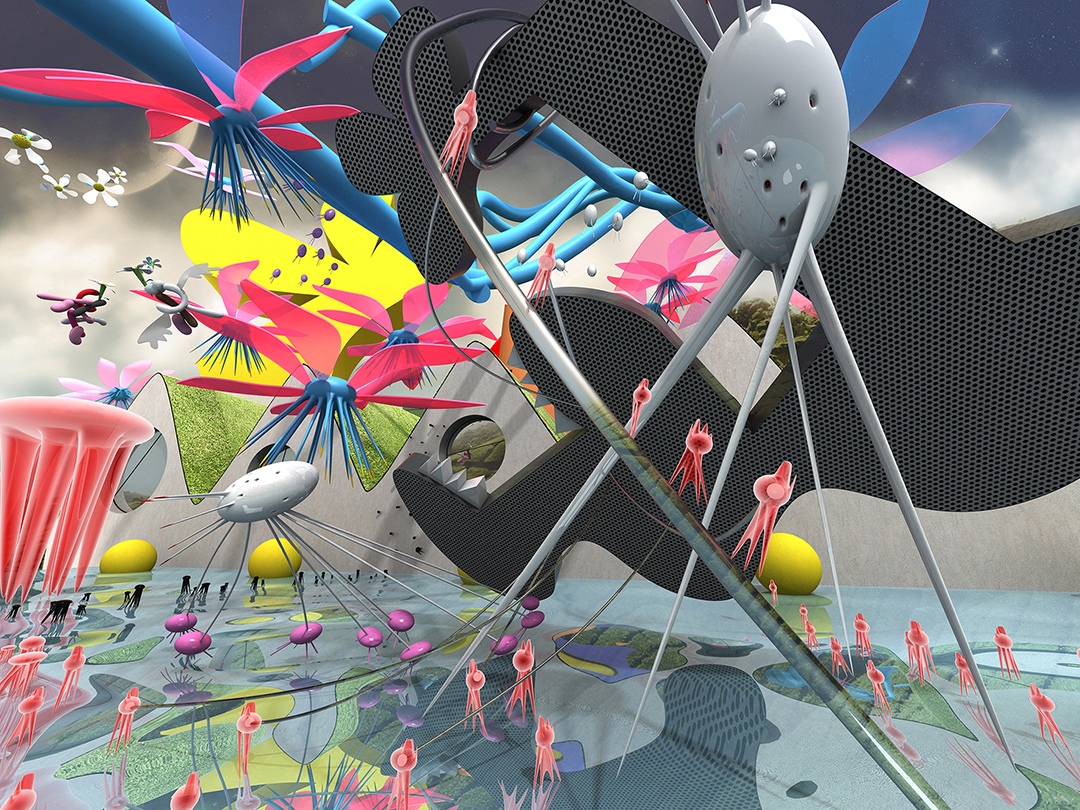
Las tentaciones de San Antonio (2010)

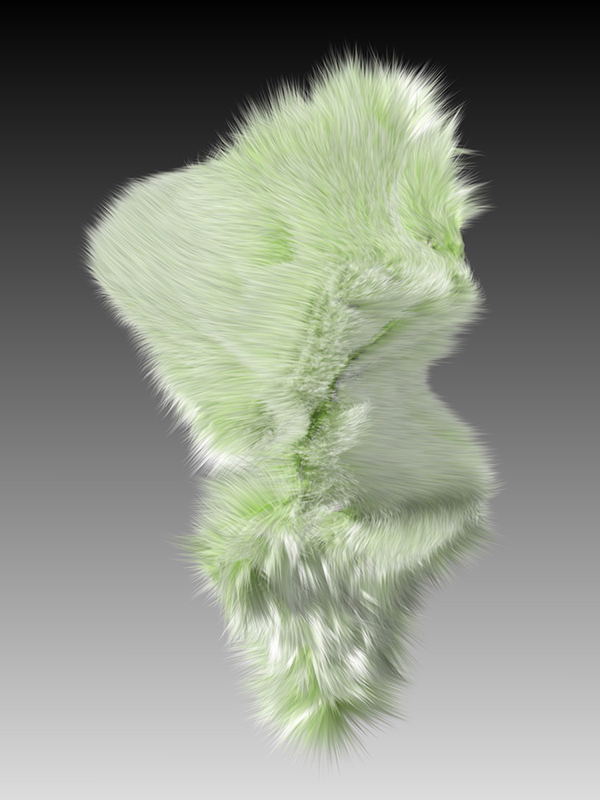
Melissa. De la serie Virus informáticos (2011)

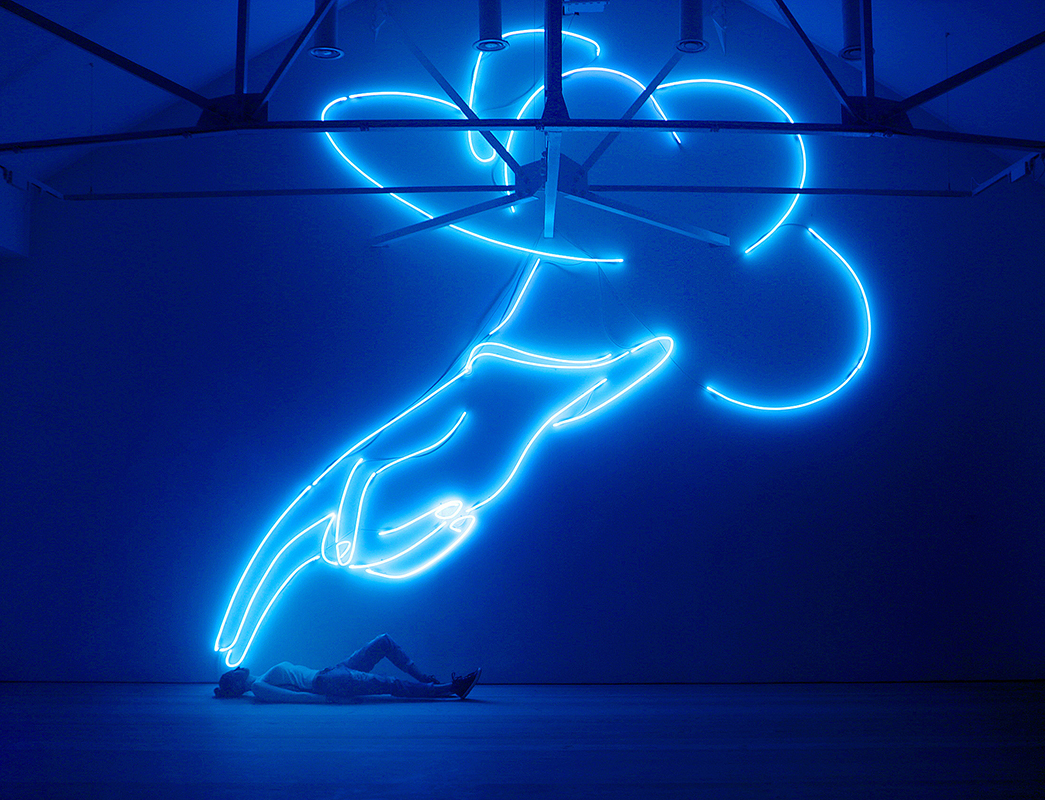
Instalación de Stepan Ryabchenko Blessing Hand (2012-2013) en la Saatchi Gallery, Londres (2014)

Stepan Riabchenko utiliza herramientas digitales para crear sus obras del arte y proyectos. Combinando una lengua figurativa con una lengua futurista abstracta, crea imágenes digitales de gran formato y animación computarizada que son “fragmentos” del universo virtual que construyó. A menudo el tema de la imagen es plantas y animales ficticios en forma de vida surrealista que existen de acuerdo con las leyes del mundo, creado para ellos por el pintor. Los paisajes virtuales, en los que Riabchenko desarrolla las acciones de sus héroes, son una realidad digital multidimensional autosuficiente. La apariencia de este espacio está lejos de las cosas urbanas y tecnogénicas, a pesar de su origen tecnológico digital. En las obras de otra dirección Stepan Riabchenko explora el “antiheroísmo” digital, visualizando virus informáticos. Utilizando uno de los componentes del desarrollo tecnogénico de la humanidad como herramienta, el pintor apela al tema de las relaciones humanas con el entorno virtual y natural.

## Exposiciones
Las obras de Stepan Riabchenko fueron presentados en muchas exposiciones internacionales, incluso el Museo de Ludwig (Budapest), Saatchi Gallery (Londres), Krolikarnia (Varsovia), el Museo del Arte Moderno (Zagreb), el Museo del Arte Moderno “Danubiana” (Bratislava), el Manège y Gostinyy Dvor (Moscú). Sus obras también fueron presentados ampliamente en Ucrania, en particular, en el PinchukArtCentre, el Mystetskyi Arsenal, el Museo Nacional del Arte de Ucrania, el Museo del Arte Occidental y Oriental de Odesa, el Centro Nacional “Casa Ucraniana”, el Centro del Arte Moderno M17, el Museo del Arte Moderno de Odesa, el Instituto de Problemas en Arte Moderno y etc.

## Colecciones
Las obras del pintor se encuentran en colecciones públicas y de museos, como Art Collection Telekom, el Museo del Arte Moderno “Danubiana”, el Centro del Arte Moderno M17, el Museo del Arte de Odesa, el Museo del Arte Moderno de Odesa. Y también se encuentran en colecciones privadas, incluidas Abramovych Foundation, Adamovskiy Foundation, Firtash Foundation, Grynyov Art Collection, Korban Art Foundation, Luciano Benetton Collection, Sky Art Foundation, Stedley Art Foundation, Triumph Gallery, Voronov Art Foundation, Zenko Foundation y otras.

## Premios
- En 2020 es el laureado del concurso internacional Tampa International Airport Public Art Project[37]
- En 2019 es el ganador del concurso internacional en la mejor idea de la escultura-símbolo del Aeropuerto Internacional de Odesa[38]
- En 2012 es el laureado del concurso internacional de la escultura moderna “Kyiv Sculpture Project”[39]
- En 2011 es el nominado al premio PinchukArtCentre[26]
- En 2010 es el laureado del primer festival-triennale del arte abstracto de Ucrania “ART-ACT”[40][41]